# Women's Titanic Memorial
El Women's Titanic Memorial, también conocido como el Titanic Memorial de Washington, es una estatua de granito de diez metros de altura, situada en el suroeste de Washington D. C., la capital estadounidense.
La imagen representa a un hombre con los brazos abiertos. El monumento fue inaugurado el 26 de mayo de 1931, en memoria a las víctimas del hundimiento del RMS Titanic, en el que murieron más de 1500 personas. 
En una escena de la película Titanic (dirigida por James Cameron) los actores Kate Winslet y Leonardo DiCaprio asumen una postura similar a la de la estatua en la proa del transatlántico.

## Inscripción
En la base de la estatua también existe una inscripción en inglés.
| En inglés | En español |
| --- | --- |
| “TO THE BRAVE MEN WHO PERISHED IN THE WRECK OF THE TITANIC APRIL 15 1912 THEY GAVE THEIR LIVES THAT WOMEN AND CHILDREN MIGHT BE SAVED” ERECTED BY THE WOMEN OF AMERICA | “A LOS VALIENTES HOMBRES QUE FALLECIERON EN EL NAUFRAGIO DEL TITANIC 15 DE ABRIL DE 1912 ELLOS DIERON SUS VIDAS PARA QUE MUJERES Y NIÑOS PUDIERAN SER SALVADOS” ERIGIDO POR LAS MUJERES DE AMÉRICA |